# Scopiblepta
Scopiblepta är ett släkte av fjärilar. Scopiblepta ingår i familjen nattflyn.
Kladogram enligt Catalogue of Life:
| Scopiblepta | \| \| Scopiblepta albicosta \| \| \| \| \| \| Scopiblepta dichroa \| \| \| \| |
|             | \| \| Scopiblepta albicosta \| \| \| \| \| \| Scopiblepta dichroa \| \| \| \| |
|             | Scopiblepta albicosta                                                         |
|             |                                                                               |
|             | Scopiblepta dichroa                                                           |
|             |                                                                               |